# Trémont (Maine i Loira)
Trémont és un municipi francès situat al departament de Maine i Loira i a la regió de País del Loira. L'any 2007 tenia 387 habitants.

## Demografia

### Població
El 2007 la població de fet de Trémont era de 387 persones. Hi havia 154 famílies de les quals 40 eren unipersonals (16 homes vivint sols i 24 dones vivint soles), 51 parelles sense fills, 55 parelles amb fills i 8 famílies monoparentals amb fills.
La població ha evolucionat segons el següent gràfic:
Habitants censats

### Habitatges
El 2007 hi havia 170 habitatges, 153 eren l'habitatge principal de la família, 7 eren segones residències i 10 estaven desocupats. 168 eren cases i 2 eren apartaments. Dels 153 habitatges principals, 121 estaven ocupats pels seus propietaris, 32 estaven llogats i ocupats pels llogaters i 1 estava cedit a títol gratuït; 4 tenien dues cambres, 33 en tenien tres, 42 en tenien quatre i 75 en tenien cinc o més. 126 habitatges disposaven pel capbaix d'una plaça de pàrquing. A 79 habitatges hi havia un automòbil i a 63 n'hi havia dos o més.

### Piràmide de població
La piràmide de població per edats i sexe el 2009 era:
| Homes | Edats   | Dones |
| ----- | ------- | ----- |
| 0     | 95 o +  | 0     |
| 0     | 90 a 94 | 0     |
| 0     | 85 a 89 | 0     |
| 0     | 80 a 84 | 0     |
| 8     | 75 a 79 | 8     |
| 8     | 70 a 74 | 12    |
| 20    | 65 a 69 | 12    |
| 4     | 60 a 64 | 0     |
| 4     | 55 a 59 | 8     |
| 16    | 50 a 54 | 8     |
| 8     | 45 a 49 | 16    |
| 20    | 40 a 44 | 12    |
| 20    | 35 a 39 | 20    |
| 16    | 30 a 34 | 8     |
| 8     | 25 a 29 | 12    |
| 20    | 20 a 24 | 4     |
| 28    | 15 a 19 | 12    |
| 12    | 10 a 14 | 0     |
| 24    | 5 a 9   | 8     |
| 8     | 0 a 4   | 16    |

## Economia
El 2007 la població en edat de treballar era de 232 persones, 186 eren actives i 46 eren inactives. De les 186 persones actives 180 estaven ocupades (104 homes i 76 dones) i 6 estaven aturades (2 homes i 4 dones). De les 46 persones inactives 17 estaven jubilades, 16 estaven estudiant i 13 estaven classificades com a «altres inactius».

### Ingressos
El 2009 a Trémont hi havia 153 unitats fiscals que integraven 406 persones, la mediana anual d'ingressos fiscals per persona era de 15.522 €.

### Activitats econòmiques
Dels 13 establiments que hi havia el 2007, 1 era d'una empresa de fabricació d'altres productes industrials, 5 d'empreses de construcció, 1 d'una empresa de comerç i reparació d'automòbils, 1 d'una empresa d'hostatgeria i restauració, 1 d'una empresa financera, 1 d'una empresa immobiliària, 2 d'empreses de serveis i 1 d'una empresa classificada com a «altres activitats de serveis».
Dels 8 establiments de servei als particulars que hi havia el 2009, 1 era una oficina bancària, 1 paleta, 3 fusteries, 1 lampisteria, 1 restaurant i 1 saló de bellesa.
L'any 2000 a Trémont hi havia 18 explotacions agrícoles que ocupaven un total de 741 hectàrees.

## Equipaments sanitaris i escolars
El 2009 hi havia una escola elemental.

## Poblacions més properes
El següent diagrama mostra les poblacions més properes.